# Малая Олха
Ма́лая Олха́ — река в Иркутской области, образующая при слиянии с Большой Олхой реку Олху. Протекает в Шелеховском районе по Олхинскому плато. Длина реки — 29 км.
Начинается около железнодорожного остановочного пункта Источник, течёт в общем северо-восточном направлении через населённые пункты Подкаменная, Огоньки и Орлёнок. Вдоль реки проходит железная линия, относящаяся к Восточно-Сибирской железной дороге.
Притоки: Три Ключа, Подкаменский и Подосиновая — слева; Воротистая — справа.